# Whorlton, Durham
Whorlton är en ort och civil parish i Storbritannien.   Den ligger i kommunen Durham i riksdelen England, i den centrala delen av landet, 400 km norr om huvudstaden London. Whorlton ligger 132 meter över havet och antalet invånare är 302.
Terrängen runt Whorlton är platt åt nordost, men åt sydväst är den kuperad. Runt Whorlton är det ganska glesbefolkat, med 36 invånare per kvadratkilometer. Närmaste större samhälle är Darlington, 18,5 km öster om Whorlton. Trakten runt Whorlton består till största delen av jordbruksmark.